# Astyochia signata
Astyochia signata är en fjärilsart som beskrevs av W. Warren 1906. Astyochia signata ingår i släktet Astyochia och familjen mätare. Inga underarter finns listade i Catalogue of Life.